# Bulbophyllum tectipes
Bulbophyllum tectipes là một loài phong lan thuộc chi Bulbophyllum.